# Estándares MARC
MARC (del inglés MAchine-Readable Cataloging, Catalogación legible por maquina) es un estándar digital internacional de descripción de información bibliográfica desarrollado por Henriette Avram para la Biblioteca del Congreso (EE. UU.) durante la década de 1960 para facilitar la creación y diseminación de la catalogación computarizada de una biblioteca a otra dentro del mismo país o entre varios países. 
En 1971, el formato MARC se convirtió en el estándar estadounidense para la diseminación de información bibliográfica, y en 1973, en un estándar internacional. En el mundo se utilizan varias versiones de MARC. Entre ellas están MARC 21, la más predominante, creada en 1999 como resultado de la armonización de los formatos MARC de Estados Unidos y Canadá, y UNIMARC, de uso amplio en Europa. Hoy en día, además de los formatos para registros bibliográficos, en la familia de estándares MARC 21 existen formatos para registros de autoridades, registros de tenencia, calendarios de clasificación e información comunitaria. 
Un registro MARC es un registro catalográfico legible por máquina. Lo cual significa que es legible por un tipo particular de máquina, una computadora, que puede leer e interpretar los datos contenidos en un registro catalográfico. Un registro catalográfico es un registro bibliográfico, la información que tradicionalmente se encuentra en una ficha de catálogo de biblioteca. Un registro tiene una descripción del ítem, el asiento principal y los asientos secundarios; los encabezamientos de materia y la clasificación o signatura topográfica. Los registros MARC contienen con frecuencia mucha información adicional.
El Formato MARC 21 para Registros Bibliográficos ha sido diseñado para servir como portador de la información bibliográfica relativa a materiales textuales impresos y manuscritos, archivos de computador, mapas, música, recursos continuos, materiales visuales y materiales mixtos. La información bibliográfica suele incluír títulos, nombres, temas tratados, notas, datos de publicación e información sobre la descripción física de un ítem.

## Estructura de registros y designaciones de campos en MARC
Los estándares MARC definen tres aspectos de un registro MARC: la estructura de registros, las designaciones de campos dentro de cada registro, y el propio contenido del registro en sí.

### Estructura de registros

#### ISO 2709
Los registros MARC son normalmente almacenados y transmitidos en forma de archivos binarios, con varios registros MARC concatenados dentro de un mismo archivo. MARC usa el estándar ISO 2709 para definir la estructura de cada registro. Este estándar define marcadores que indican en dónde empieza y termina cada registro, así como un conjunto de caracteres al inicio de cada registro que proporciona un directorio para localizar los campos y subcampos dentro del registro.

### MARC 21
Artículo principal: MARC 21
MARC 21 es el resultado de la combinación los formatos estadounidense y canadiense de MARC (USMARC y CAN/MARC, respectivamente). MARC 21 está basado en el estándar ANSI Z39.2, el cual permite a los usuarios de distintos productos de software comunicarse entre sí e intercambiar información. MARC 21 fue diseñado para redefinir el formato original MARC del siglo XXI y para hacerlo más accesible a la comunidad internacional. MARC 21 tiene formatos para los siguientes cinco tipos de información: Formato bibliográfico, Formato de autoridades, Formato de tenencia, Formato comunitario, y Formato de datos de clasificación. Actualmente, MARC 21 ha sido implementado exitosamente por la Biblioteca Británica, instituciones europeas e instituciones bibliotecarias de importancia en los Estados Unidos y Canadá.
MARC 21 permite el uso de dos conjuntos de caracteres: MARC-8 o Unicode codificado como UTF-8. MARC-8 está basado en la norma ISO 2022 y permite el uso de caracteres hebreos, cirílicos, árabes, griegos y asiáticos orientales. MARC 21 codificado en formato UTF-8 permite todos los idiomas soportados por Unicode.

#### MARC-XML
En 2002, la Biblioteca del Congreso desarrolló el esquema MARC-XML como una estructura alternativa de registro que permite que los registros MARC sean representados en XML. Las bibliotecas exhiben normalmente sus registros en formato MARC-XML a través de un servicio web siguiendo con frecuencia los estándares SRU (Search/Retrieve via URL) o OAI-PMH.
Como la información en formato MARC-XML es fácil de analizar por múltiples sistemas, el esquema puede ser usado como formato de agregación en paquetes de software tales como MetaLib, aunque este último lo fusiona en una especificación DTD más amplia.
Entre los objetivos primarios de diseño de MARC-XML están:
- Simplicidad del esquema.
- Flexibilidad y extensibilidad.
- Permitir que la conversión al formato MARC sea reversible y sin pérdidas de información.
- Facilitar la presentación de datos a través de hojas de estilo XML.
- Permitir actualizaciones de registros MARC y conversiones de datos por medio de transformaciones XML.
- Fomentar la existencia de herramientas de validación.

### Designaciones de campo
Cada campo en un registro MARC proporciona información acerca de un ítem que el registro está describiendo. Dado que fue desarrollado en una época en la que el poder de cómputo era bajo y existían limitaciones en el espacio de almacenamiento, MARC hace uso de un código numérico simple de tres dígitos (000-999) a fin de identificar cada campo en el registro. El estándar bibliográfico define, por ejemplo, a 100 como el autor primario de una obra, 245 como el título, o el 260 es usado para información sobre el editor.
Los campos con valor por encima de 008 son posteriormente divididos en subcampos usando una designación de una sola letra o número. El campo 260, por ejemplo, es dividido en el subcampo 'a' para designar el lugar de publicación, 'b' para el nombre del editor, y 'c' para la fecha de publicación.

### Contenido
MARC es un estándar de transmisión de metadatos, no un estándar de contenido. Además de un puñado de campos fijos definidos por los estándares MARC en sí, el contenido real que un catalogador colocará en cada registro MARC es usualmente regido y definido por otros estándares aparte de MARC. las Reglas de Catalogación Anglo-Americanas, por ejemplo, definen cómo deben ser catalogadas las características físicas de los libros y de otros materiales. Las cabeceras LCSH (Library of Congress Subject Headings) proporcionan un lista de términos autorizados para materia, que se usan para describir el contenido principal de un material. Pueden usarse también otras reglas de catalogación, tesauros de materia, y calendarios de clasificación.

## Formatos MARC
| Nombre                               | Descripción |
| ------------------------------------ | --- |
| Registros de autoridades             | Proporcionan información sobre nombres individuales, materias, y títulos uniformes. Un registro de autoridades establece una forma autorizada de cada encabezado, con referencias apropiadas a partir de otras formas del encabezado. |
| Registros bibliográficos             | Describen las características físicas e intelectuales de los registros bibliográficos (libros, grabaciones sonoras y de video, etc).                                                                                                  |
| Registros de clasificación           | Registros MARC que contienen datos de clasificación. Por ejemplo, la clasificación de la Biblioteca del Congreso está codificada usando el formato de clasificación de MARC 21.                                                       |
| Registros de información comunitaria | Registros MARC que describen una a agencia proveedora de servicios. Por ejemplo, servicios de refugios para habitantes de la calle o de asistencia de impuestos.                                                                      |
| Registros de tenencia                | Proporcionan información específica a cada ejemplar de un recurso de una biblioteca (número telefónico, ubicación en estantería, volúmenes a disposición, etc).                                                                       |

## Futuro
El futuro de los formatos MARC es objeto de debate entre las bibliotecas. Por una parte, son formatos de almacenamiento bastante complejos y están basados en tecnología anticuada. Por otra parte, no existe un formato bibliográfico alternativo con un grado equivalente de granularidad. Los miles de millones de registros MARC en decenas de miles de bibliotecas individuales (entre estos, más de 50 millones pertenecientes al Consorcio OCLC) generan un ambiente de inamovilidad en este aspecto.